# Розов, Владимир Алексеевич
Владимир Алексеевич Розов (15 [27] июля 1876, Киев — 21 мая 1940, Загреб, Хорватия) — 
русский лингвист.

## Биография
Сын профессора Киевской духовной академии Алексея Васильевича Розова.
Воспитывался в Киевской 1-й гимназии, которую окончил с золотой медалью в 1896 году, после чего поступил в Университет святого Владимира на историко-филологический факультет. В 1901 году был удостоен факультетом золотой медали и Пушкинской премии за сочинение „Пушкин и Гёте“. По окончании курса в 1902 году, был оставлен при университете для приготовления к профессорскому званию.
В 1906 году, сдав экзамен на степень магистра русской словесности, получил звание приват-доцента университета Св. Владимира. Следующие два года провел в научной командировке в Австрии, Болгарии, Палестине и на Синае. В 1909 году начал читать лекции в университете и на Высших женских курсах в Киеве, а также преподавать русскую словесность в средних учебных заведениях.
С 1916 по 1918 год был профессором Нежинского историко-филологического института. С 1918 года работал в Таврическом университете.
В 1920 году эмигрировал в Королевство Сербов, Хорватов и Словенцев. В 1920-х — 1940-х годах преподавал русский язык в университетах Скопье и Загреба, а также в духовной семинарии св. Саввы в Сремски Карловцы (1920—1924).

## Научная деятельность
Автор работ по славянской (в том числе и украинской) филологии, исследовал историю развития украинской школьной драмы, староболгарские и старосербские письменные памятники.
Подготовил к печати «Южнорусские грамоты» и «Украинские грамоты». Написал ряд статей по исследованию языка этих грамот.

## Избранные труды
- Южно-русская школьная драма о св. Екатерине // «Изборник Киевский», посвященный Т. Д. Флоринскому. — Киев, 1904.
- Повесть о Савве Грудцыне // «Eranos», сборник статей в честь Николая Павловича Дашкевича. — Киев, 1905.
- Значение грамот XIV и XV веков для истории малорусского языка: пробная лекция, чит. для приобретения звания прив.-доц. — Киев, 1907.
- Новейшее направление русской лингвистики в деле изучения древних русских и церковно-славянских памятников в связи с общим ходом развития европейского языкознания. — Киев, 1907.
- Отчет о командировке в Австрию в 1907 году. — Киев, 1908.
- Пушкин и Гёте. — Киев, 1908.
- Алексей Степанович Хомяков, его личность и лирика: речь, произнесенная в женской гимназии А. К. Титаренко, по случаю 50-летия со дня смерти А. С. Хомякова. — Киев, 1910.
- Традиционные типы малорусского театра XVII–XVIII вв. и юношеские повести Н. В. Гоголя — Киев, 1911.
- Южнорусские грамоты, собранные Владим. Розовым. — Киев, 1917.
- Исследования языка южнорусских грамот XIV и первой половины XV вв. — 1913.
- К старорусской диалектологии (И ещё к вопросу про галицко-волынское наречие). — 1907.
- Украинские грамоты. — Т. 1. XIV в. и первая половина XV в. — 1928.
- Язык южнорусских грамот ХІV-XV вв. — 1929.